# إيليشبيتا كريشينسكا
إيليشبيتا كريشنسكا (بالبولندية: Elżbieta Maria Krzesińska) هي متسابقة وثب طويل بولندية ولدت في يوم 11 نوفمبر 1934 في وارسو في بولندا، مثلت بلادها في دورة الألعاب الأولمبية الصيفية 1956 في ملبورن وفازت أنذاك بالميدالية الذهبية، كما فازت بالميدالية الفضية في دورة الألعاب الأولمبية الصيفية 1960 في روما حيث حلت خلف السوفيتية فيرا كريبكينا وقد توفيت في يوم 29 ديسمبر 2015.

## روابط خارجية
- إيليشبيتا كريشينسكا على موقع اللجنة الأولمبية الدولية (الإنجليزية)
- إيليشبيتا كريشينسكا على موقع أوليمبيديا (الإنجليزية)
- إيليشبيتا كريشينسكا على موقع اللجنة الأولمبية البولندية (مؤرشف) (البولندية)